# Горожанкін Ігор Юрійович
Ігор Юрійович Горожанкін (нар. 30 вересня 1957) — радянський футболіст, воротар та півзахисник, згодом — футбольний арбітр та функціонер. Обслуговував матчі чемпіонату України. Арбітр ФІФА.

## Кар'єра гравця
Розпочинав футбольну кар'єру на позиції воротаря. У 16 років потрапив у кіровоградську «Зірку», одним з тренерів якої був його батько Юрій Горожанкін, проте в основному складі не заграв, після чого був призваний в армію. Після повернення зі збройних сил, не маючи можливості виграти конкуренцію у воротарів «Зірки» Валерія Музичука, Михайла Михайлова й Леоніда Колтуна, став гравцем аматорського клубу «Радист» з Кіровограда. Виступав за клуби з Мурманська, Бобруйська, а пізніше — за хмельницьке «Поділля». Там отримав травму коліна, після чого перекваліфікувався в півзахисника. Грав у чемпіонаті Кіровоградської області, де забив 28 м'ячів за сезон, після чого отримав запрошення від Бориса Петрова, який був на той час начальником кіровоградської «Зірки». Батько Ігоря, Юрій Горожанкін тоді перебував на посаді головного тренера кіровоградців, тому партійне керівництво визнало таку ситуацію неприйнятною. У зв'язку з цим заграти в «Зірці» не вийшло й Ігор Горожанкін вирішив завершити виступи.

## Кар'єра арбітра
По завершенні кар'єри футболіста, на запрошення Лева Саркісова відвідав збори футбольних арбітрів. Став суддею в 1986 році. Спочатку обслуговував матчі дитячих та юнацьких змагань. У 1991 році як лайнсмен обслуговував матчі першої ліги чемпіонату СРСР, а наступного року в першому чемпіонаті України працював уже на позиції головного судді на матчах першої ліги. У вищому дивізіоні чемпіонату України як головний арбітр дебютував в сезоні 1992/93 років 7 травня 1993 року, в матчі між луганською «Зорею-МАЛС» і запорізьким «Металургом». Всього, в період з 1993 по 2001 рік обслужив 84 матчі Вищої ліги чемпіонату України. У 1995 році, на позиції асистента арбітра відпрацював на фінальному матчі кубка України. Арбітр ФІФА з 1997 року. У 1999 році обслужив кваліфікаційний матч Ліги чемпіонів, між араратським «Цементом» і вільнюським «Жальгірісом». Також судив матчі Кубка Інтертото і Кубку Співдружності. Загалом відсудив 5 єврокубкових матчів.
Суддівську кар'єру завершив у 2001 році. У 2003 році разом з родиною та родичами емігрував до Ізраїля, оскільки мати Ігоря мала єврейське походження. Працював кранівником. У липні 2005 року став віцепрезидентом кіровоградської «Зірки», проте пропрацював на цій посаді лише рік, до червня 2006 року, після чого клуб через фінансові проблеми припинив існування. У 2014 році переїхав до Канади, де мешкала його молодша донька. У Канаді працював водієм великих вантажівок.